# Francesco Bomben
Francesco Maria Bomben (Treviso, 19 agosto 1801 – Treviso, 11 febbraio 1875) è stato un architetto e ingegnere italiano.

## Biografia
Figlio di Ferrante e di Cecilia Coletti, fu l'ultimo membro di una nobile famiglia trevigiana dimorante nell'omonimo palazzo in via Cornarotta.
Ingegnere capo del comune di Treviso, progettò nel 1836 il pronao neoclassico del Duomo e la gradinata a esso antistante. Nel 1847 provvide a edificare quella che fu la prima sede indipendente della Biblioteca comunale di Treviso, nell'attuale Piazza dei Signori. Si occupò inoltre dei progetti di numerose chiese della campagna trevigiana, tra le quali si ricorda quella di Cavasagra di Vedelago, del 1858.
A Treviso inoltre progettò importanti infrastrutture durante il Regno Lombardo-Veneto, quali il nuovo ponte di Santa Margherita e la sistemazione dell'omonima riviera (1852), l'isola della Pescheria (1856), il viale di collegamento tra la stazione ferroviaria e il centro storico, con la barriera daziaria e il ponte sulla fossa bastioni (1857), il macello comunale, che era ubicato sul torrione di Santa Sofia (1866), e la barriera Garibaldi (1866).

## Galleria d'immagini

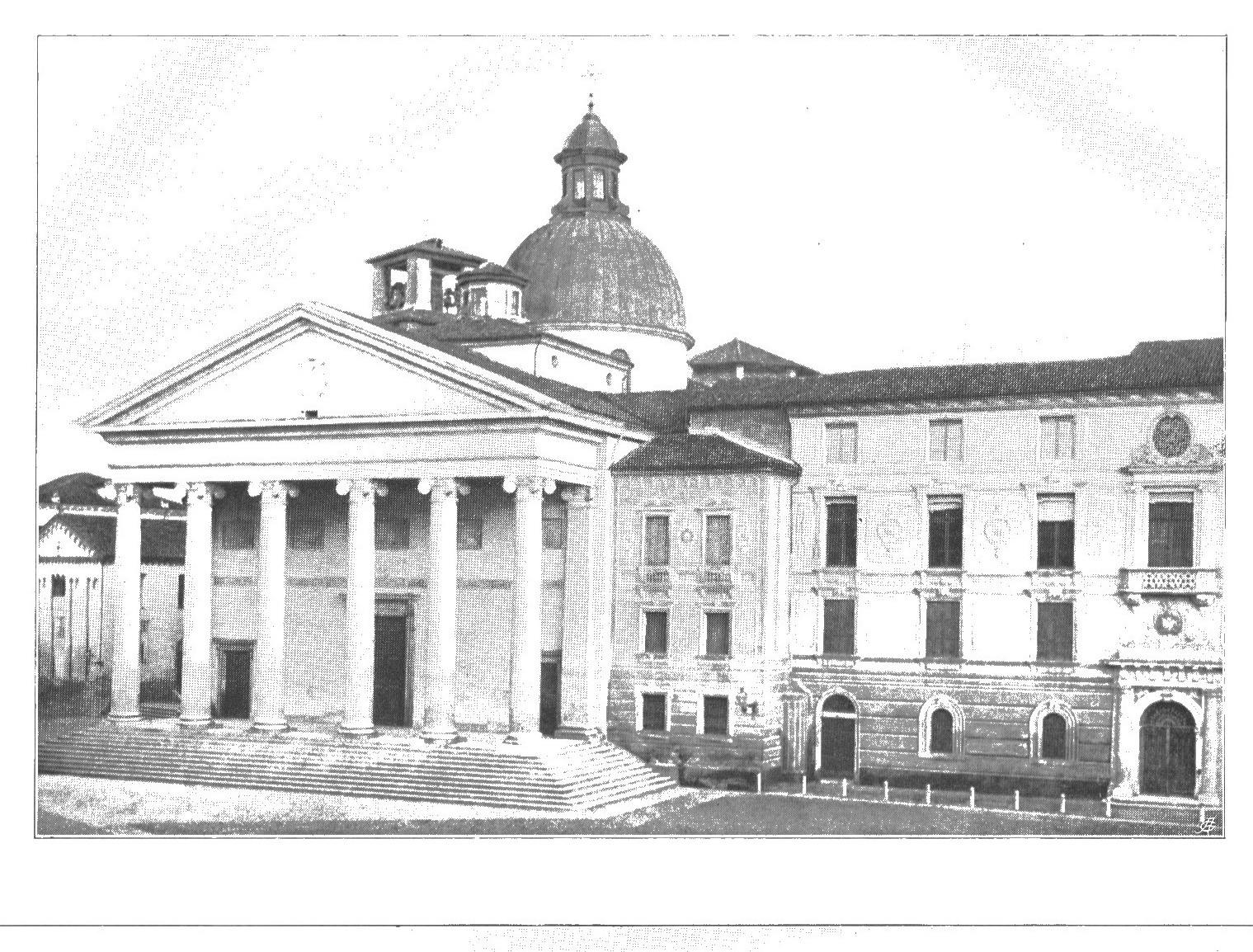
Il pronao e la scalinata del Duomo di Treviso, realizzati insieme all'ingegnere comunale Gaspare Petrovich tra il 1836 e il 1848.
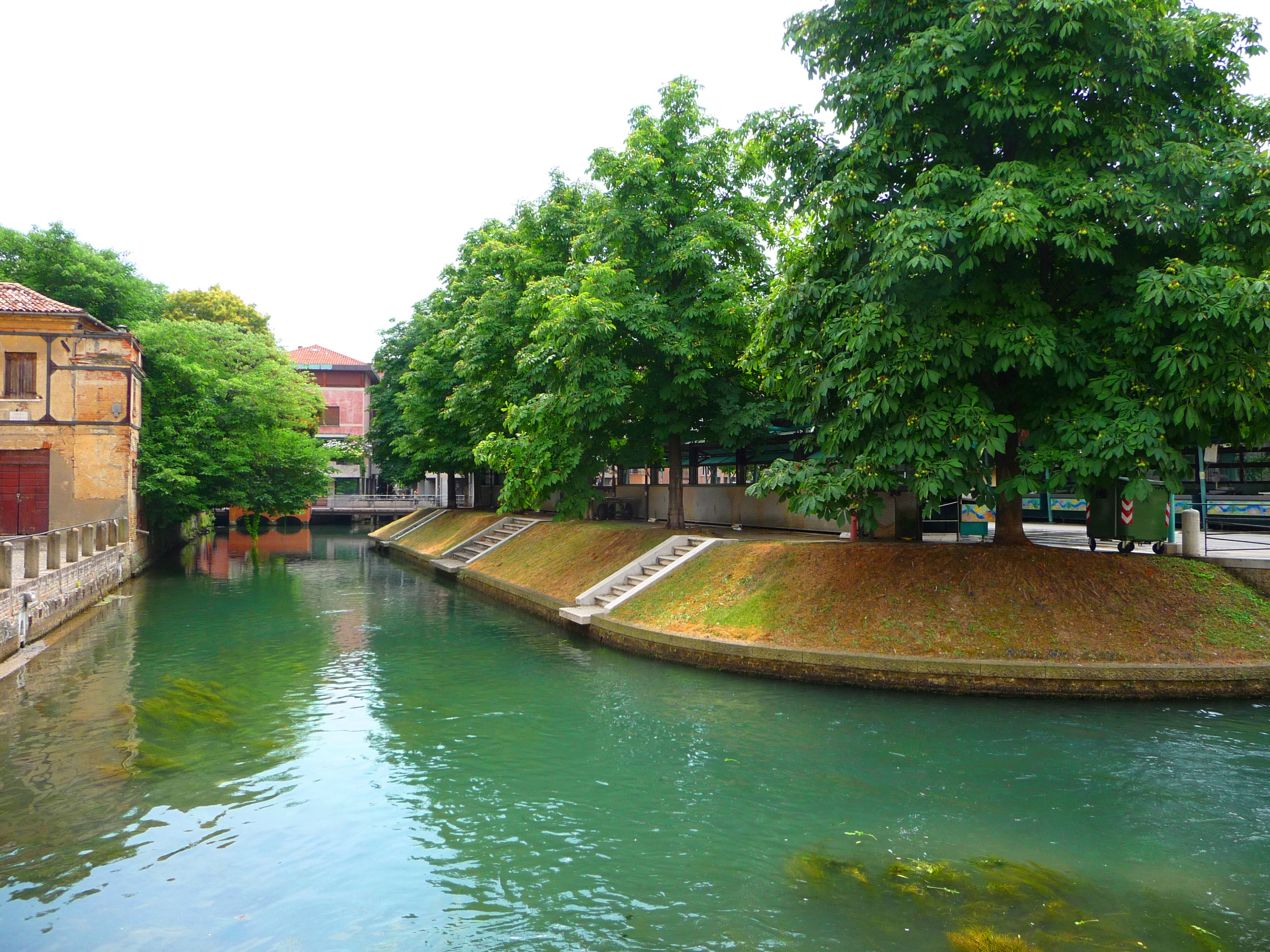
L'isola della Pescheria, realizzata nel 1856.
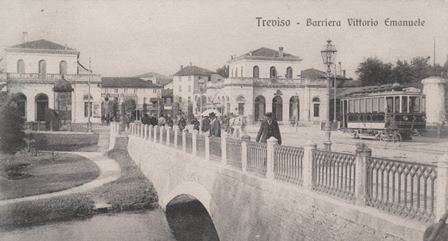
Barriera Elisabetta (poi ribattezzata barriera Vittorio Emanuele), progettata nel 1857 e demolita dopo la Seconda guerra mondiale, vista dalla stazione ferroviaria di Treviso.